# San Prospero martire (Catenanuova)
La chiesa San Giuseppe di Catenanuova (Enna) custodisce tra le sue mura il simulacro del patrono della città, san Prospero martire.

## La storia del simulacro

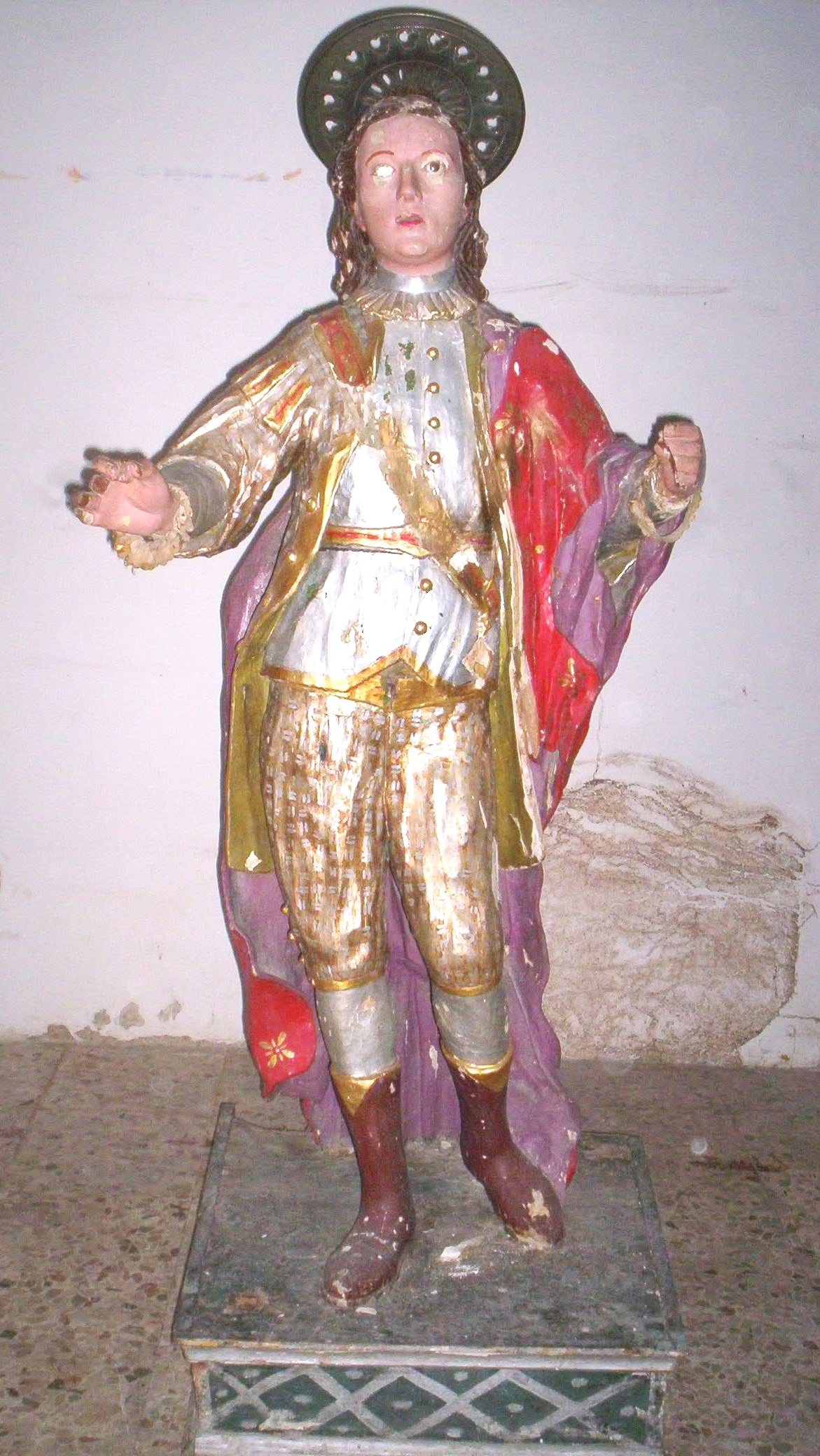
Stato di degrado dal 1962 a prima del restauro del 2005

Il simulacro del patrono, è un'opera lignea del 1752, commissionata dal principe Andrea Giuseppe Riggio Statella, a seguito della proclamazione del martire a patrono e dell'arrivo delle sacre reliquie da Roma a Catenanuova il 24 settembre 1752.
L'artista è un ignoto scultore di bottega siciliana, che operò per Catenanuova nel secolo XVIII. Della stessa mano è infatti il simulacro ligneo di san Giuseppe del 1738, venerato nella stessa chiesa.
Nel tempo la statua ha subito vari e grossolani rimaneggiamenti, che hanno compromesso l'originaria peculiarità. Nel 1962 l'antico simulacro venne sostituito da una nuova immagine lignea, realizzata ad Ortisei, di minore valore artistico e storico. L'antica immagine venne quindi abbandonata all'usura del tempo e all'incuria dell'uomo per oltre 40 anni.
Il 4 settembre 2005, grazie al processo di recupero delle radici storico-artistiche della città avviato qualche anno prima, e dopo un accurato restauro conservativo sovvenzionato dalla provincia di Enna e dal comune di Catenanuova, l'antica effigie del patrono, "san Prospiru anticu", come viene chiamato dagli abitanti del paese proprio per distinguerlo dal nuovo, con la benedizione di mons. Luigi Bommarito, ritornò nella chiesa di San Giuseppe.

## L'opera
Il simulacro presenta le prerogative specifiche dell'arte barocca. In esso infatti è presente quel forte senso del movimento, che gli artisti dell'epoca cercavano di infondere alle immagini.
San Prospero, seguendo la storia che lo vorrebbe nobile, è iconograficamente rappresentato in un fastoso abbigliamento, tipico dell'aristocrazia settecentesca.
Il popolo così rispecchiava nell'immagine del santo patrono, anche la figura del principe fondatore e governatore del luogo.
e diri, c'oltri a'ssiri 'u prutitturi
cu 'ssa bannera pari tantu beddu,
e la to facci è tutta 'nu splinnuri...»
(Orazio Passalacqua - Poeta)

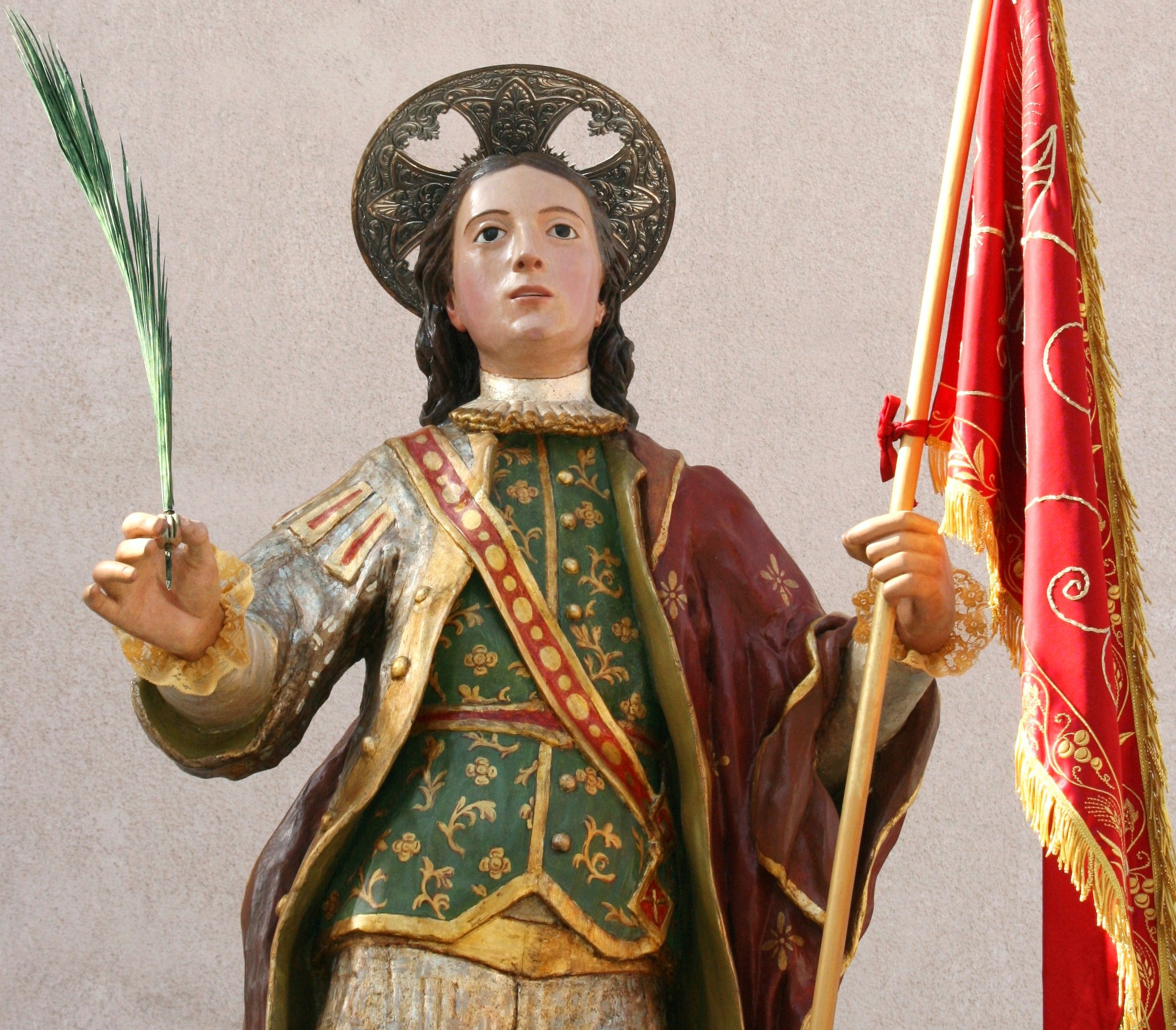
Particolare

I capelli bruni circondano il volto e scendono delicatamente sulle spalle formando dei riccioli. La mano destra del santo, estesa, presenta la palma simbolo del martirio. La sinistra leggermente più ritirata, regge il vessillo purpureo, sormontato da un piccolo globo e dalla Croce d'oro, figura della vittoria.
La diversa posizione degli arti superiori, e la preminenza della mano destra sulla sinistra, si interpreta come un'allegoria sul martirio. Infatti, se non si passa attraverso il martirio (non necessariamente fisico), rappresentato dalla palma, non si arriva alla gloria finale in Cristo, che il vessillo vuole raffigurare. (cfr. Gv 12,24). Questo diventa insegnamento ed esempio per il fedele che ricorre all'intercessione di san Prospero.
Le vesti nobiliari sono ricreate con minuziosa fedeltà, e armoniosa cromia. Una gorgiera argentea e dorata cinge il collo e sovrasta il corpetto dall'intenso colore verde. Questo è impreziosito da volute a motivi floreali, disposti con ordine e precisione sull'intera superficie. Una fascia rossa, decorata con figure regolari in foglia d'oro, attraversa trasversalmente il busto, ed è completata da un pendente romboidale con croce. La cintola vermiglia attornia il tronco a metà altezza. Sulla casacca una preziosa giubba argentata e indorata, guarnita da una serie di bottoni semisferici in oro, e impreziosita sulla spalla destra, da frange rosse alla maniera romana. Le maniche attillate in foglia d'argento, sono completate da un merletto dorato. L'ampio manto scarlatto, formando ondulate pieghe, avvolge le vesti del santo. Il colore adoperato, arricchito da croci stilizzate in oro, si rifà al sangue versato nel martirio. La tinta interna del manto è simbolicamente di color rosso cupo, tendente al color terra. Questo allude alla terra imbevuta dal sangue del martire, preziosa reliquia conservata nella chiesa di Catenanuova assieme ai resti del corpo.
La disposizione delle gambe del santo, permette una leggera torsione del busto, rendendo l'immagine leggera, e infondendo in essa un forte senso di movimento quasi ascensionale. Gli arti inferiori sono rivestiti da corti calzari cromati da una mistura di argento e oro, che lasciano scoperte le calzamaglie in foglia d'argento, inserite all'interno degli stivali color cuoio decorate anch'esse in oro.

## Galleria d'immagini sull'inaugurazione

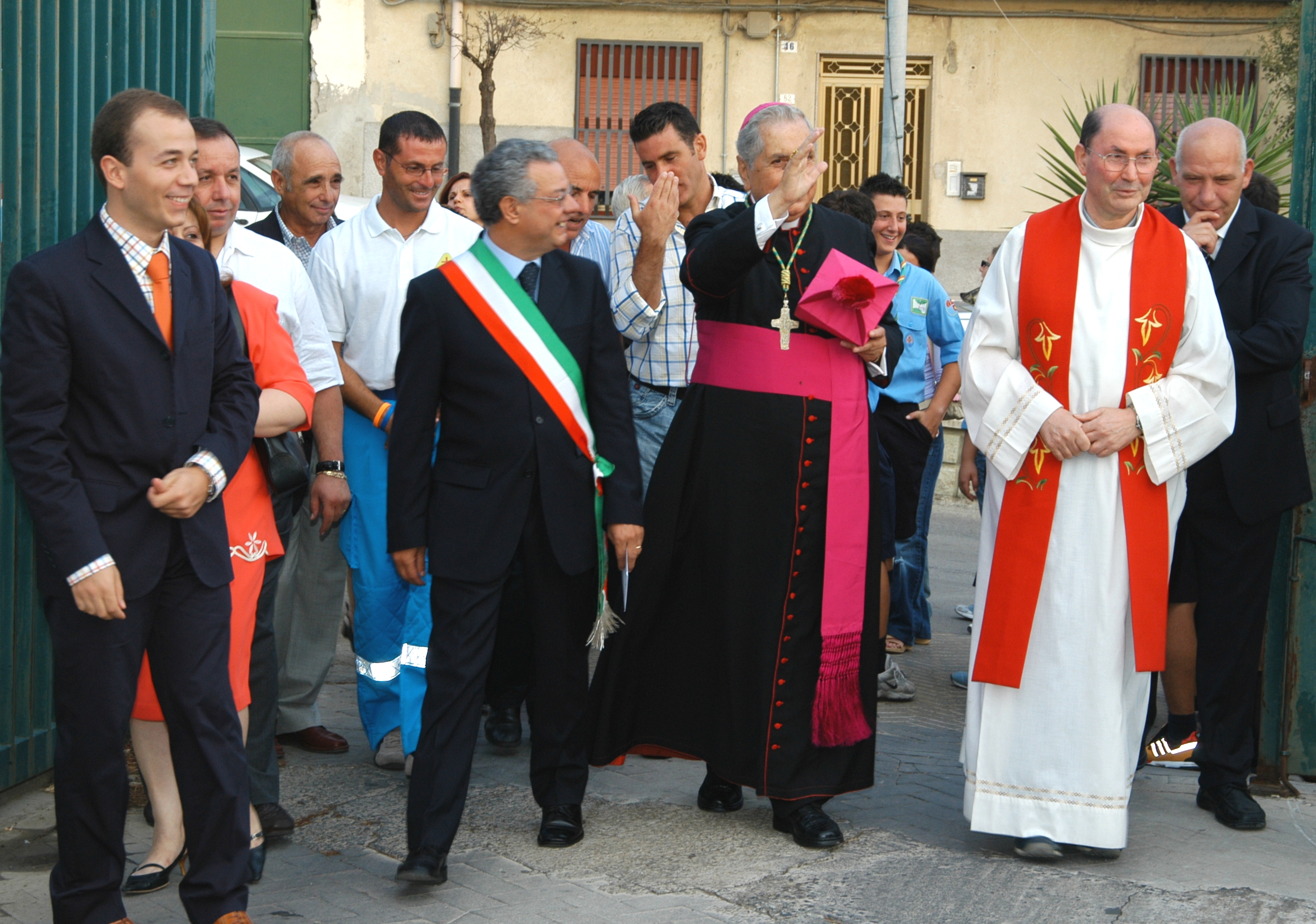
4 settembre 2005, Luigi Proietto, Aldo Biondi, mons. Luigi Bommarito, don Natale Bellone, Santo Lipari - Catenanuova
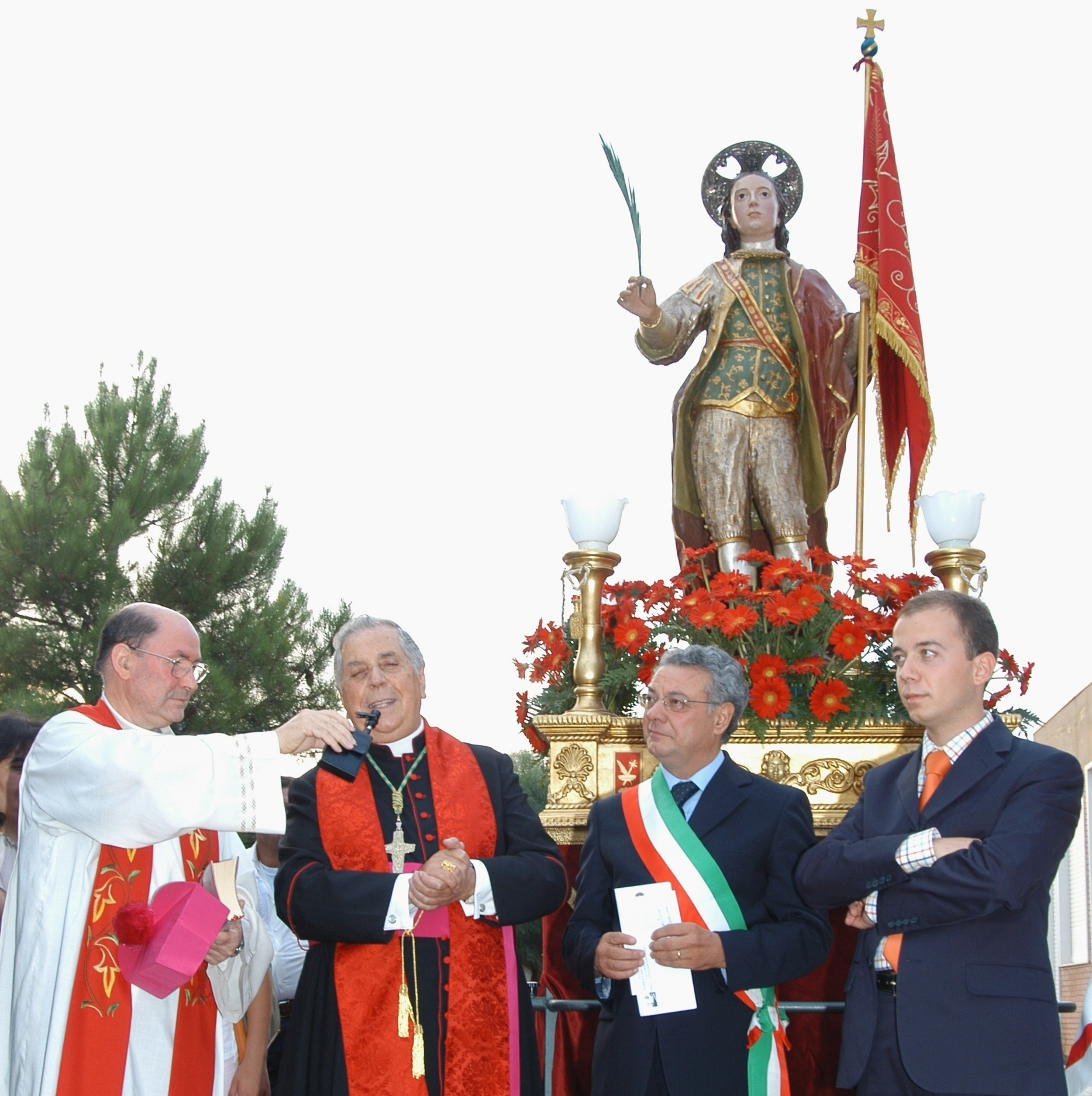
4 settembre 2005, don Natale Bellone, mons. Luigi Bommarito, Aldo Biondi, Luigi Proietto - Catenanuova
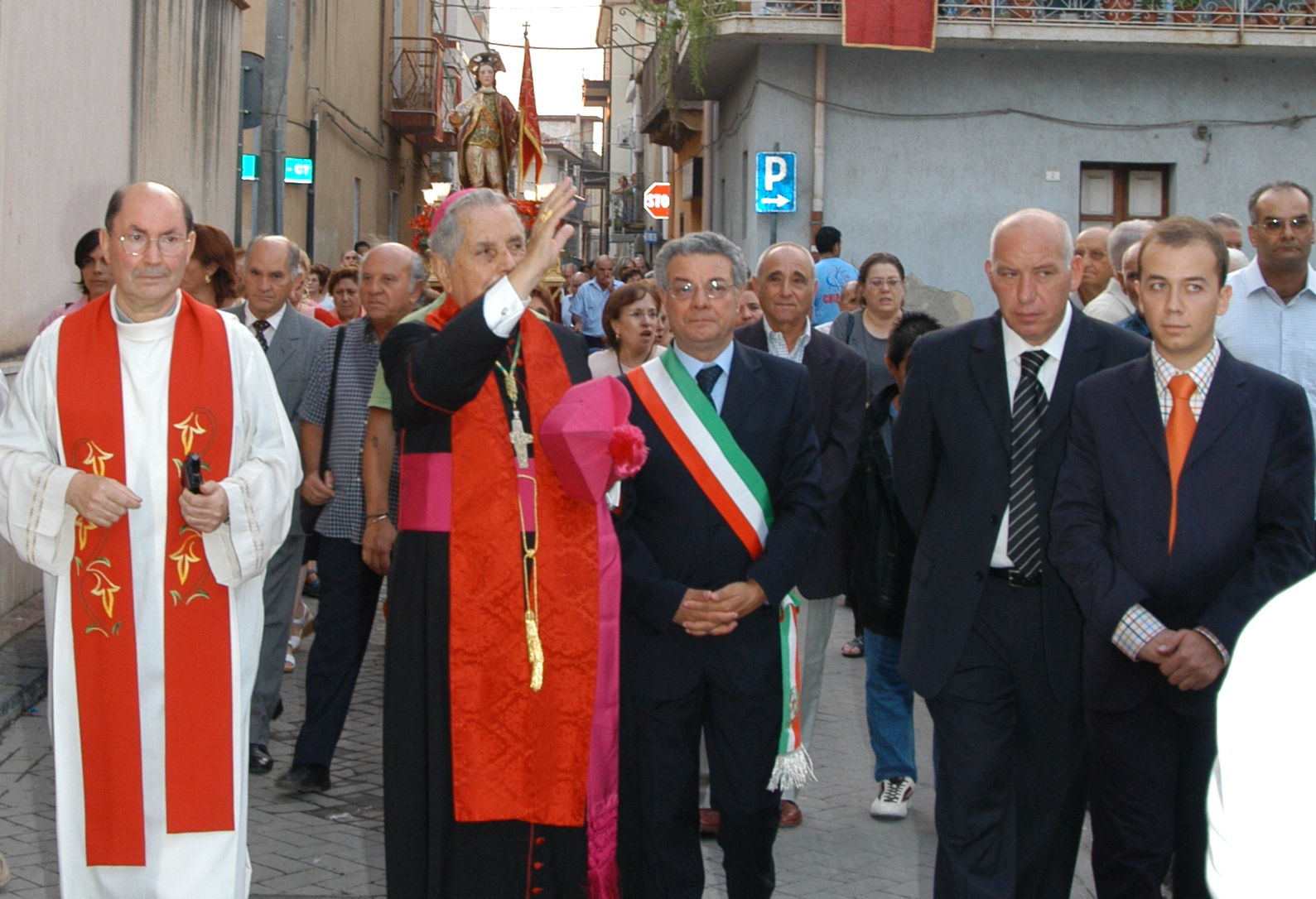
4 settembre 2005, don Natale Bellone, mons. Luigi Bommarito, Aldo Biondi, Santo Lipari, Luigi Proietto - Catenanuova